# Miyuki Etō
Miyuki Etō (japanisch 永遠 幸 Etō Miyuki; * 3. Juli in Hiroshima) ist eine japanische Mangaka. Ihr international bekanntestes Werk ist Hell Girl und dessen Fortsetzungen.

## Werdegang und Werk
Etōs erstes Werk war die Kurzgeschichte Shōjo Ningyo aus dem Jahr 2000, die von einem singenden Mädchen erzählt und einem Mann, der durch die Musik auf sie aufmerksam wird. Wie viele weitere Werke von Etō erschien die Geschichte in einem Shōjo-Magazin, das sich an jugendliche Mädchen richtet. Während manche ihrer Geschichten romantisch oder komisch sind, ist die Mehrzahl dem Genre Horror zuzuordnen. So auch ihre Manga-Umsetzung der Animeserie Hell Girl aus den Jahren 2006 bis 2008, die zwei Fortsetzungen erfuhr und mit diesen das bisher erfolgreichste Werk von Etō darstellt. Die Geschichte wurde als bisher einzige der Künstlerin unter anderem ins Deutsche übersetzt. Sie erzählt von einem übernatürlichen Mädchen, das verzweifelte Menschen rufen können, um sich an Anderen zu rächen und sie in die Hölle zu schicken. Das umfangreichste nachfolgende Werk ist bisher Akutoku Joō no Kokoroe aus den Jahren 2020 bis 2022. Die Serie dreht sich um eine junge Japanerin, die in einer Fantasy-Welt wiedergeboren wird, aber wegen ihrer starken magischen Kräfte eingesperrt wird.

## Bibliografie (Auswahl)
- Shōjo Ningyo (少女人魚, 2000, Kurzgeschichte)
- Celebrate! (2001, 1 Band, Kurzgeschichtensammlung)
- Hell Girl (地獄少女 Jigoku Shōjo, 2006–2008, 9 Bände)
- Shin Jigoku Shōjo (新地狱少女, 2008–2009, 3 Bände)
- Jigoku Shōjo R (地獄少女R, 2009–2013, 11 Bände)
- Shiotaiō no Shiota-kun (塩対応の塩田くん, 2015–2016, 2 Bände)
- Sophie Rose to Ibara no Warlock (ソフィー・ローズと荊棘の人形師〈ウォーロック〉, 2016–2017, 3 Bände)
- Aidoru no Ane ga Shinimashita (アイドルの姉が死にました, 2018–2019, 2 Bände)
- Akutoku Joō no Kokoroe (悪徳女王の心得, 2020–2022, 4 Bände)